# Antoni Bobrowski
Antoni Bobrowski (ur. 1962) – polski filolog klasyczny, nauczyciel akademicki.

## Życiorys
Absolwent filologii klasycznej Instytutu Filologii Klasycznej Uniwersytetu Jagiellońskiego. Doktorat w 1996 (Mitologia w rzymskiej elegii i liryce miłosnej okresu augustowskiego; promotor: Stanisław Stabryła) i habilitacja w 2010 tamże ("Dziennik wojny trojańskiej" Diktysa z Krety. Studium historycznoliterackie). Adiunkt w Katedrze Filologii Łacińskiej w Instytucie Filologii Klasycznej Uniwersytetu Jagiellońskiego. Przebywał na stypendia i stażach we Włoszech, Austrii, Norwegii, Niemczech. Jest członkiem m.in. Polskiego Towarzystwa Filologicznego, Komisji Filologii Klasycznej Wydziału Filologicznego Polskiej Akademii Umiejętności w Krakowie. Jego zainteresowania naukowe skupiają się na literaturze rzymskiej okresu późnorepublikańskiego i augustowskiego, rzymskiej elegii czasów Augusta. Obejmują też wątki mitologiczne w literaturze antycznej oraz recepcję kultury antycznej w literaturze polskiej i europejskiej. 

## Wybrane publikacje
- Mitologia w rzymskiej elegii i liryce miłosnej okresu augustowskiego, Kraków: Wydawnictwo Księgarnia Akademicka 1997,  ISBN 83-86575-53-0.
- Poezja starożytnej Grecji i Rzymu. Interpretacje, Kraków: Wydawnictwo Znak 1998, ISBN 83-7006-755-7.
- (współautor) Słownik łacińsko-polski, t. 1, Warszawa: Wydawnictwo Szkolne PWN 2001, ISBN 83-7195-472-7, 83-7195-221-X.
- (współautor) Mały słownik łacińsko-polski, Warszawa: Wydawnictwo Szkolne PWN 2001, ISBN 83-7195-342-9.
- „Dziennik wojny trojańskiej" Diktysa z Krety. Studium historycznoliterackie, Kraków: Wydawnictwo Uniwersytetu Jagiellońskiego 2009, ISBN 978-83-233-2781-3